# Ignace Gabriel I Tappouni
Ignace Gabriel I Tappouni (Arabisch: جبرائيل تبوني) (Mosoel, 3 november 1879 - Beiroet, 29 januari 1968) was een patriarch van Antiochië en geestelijk leider van de Syrisch-Katholieke Kerk en een kardinaal van de Katholieke Kerk.
Gabriel I Tappouni werd geboren als Abdul-Ahad Dawood Tappouni en ontving bij zijn doop de namen Leo Gabriel. Zijn opleiding ontving hij aan het seminarie van de Dominicanen in Mosoel. Op 3 november 1902 werd hij tot priester gewijd.
Vanaf 1902 was Tappouni werkzaam aan het seminarie in Mosoel. In 1908 werd hij secretaris van de apostolische delegatie in Mesopotamië. In 1912 werd hij benoemd tot hulpbisschop van Mardin en Amida en tot titulair bisschop van Danaba. Zijn bisschopswijding vond plaats op 19 januari 1913.
In 1921 werd Tappouni benoemd tot aartsbisschop van Aleppo. Op 24 juni 1929 werd hij door de synode van de Syrisch-Katholieke Kerk gekozen tot patriarch van Antiochië, als opvolger van Ignace Ephrem II Rahmani die kort daarvoor was overleden. Tappouni koos als patriarchale naam Ignace Gabriel. De keus van de synode werd op 15 juli 1929 bevestigd door paus Pius XI.
Tijdens het consistorie van 16 december 1935 werd Ignace Gabriel I kardinaal gecreëerd met de rang van kardinaal-priester. Zijn titelkerk werd de Santi XII Apostoli.
Ignace Gabriel I nam deel aan de conclaven van 1939, 1958 en 1963. Toen paus Paulus VI op 2 februari 1965 zijn motu proprio Ad purpuratorum patrum collegium publiceerde, werd hij bevorderd tot kardinaal-bisschop, zonder toekenning van een suburbicair bisdom.
- Bibliothèque nationale de France: cb166869478 (data)
- Gemeinsame Normdatei: 174391013
- International Standard Name Identifier: 0000 0004 4889 981X
- Virtual International Authority File: 212372730